# Esteban Escudero Torres

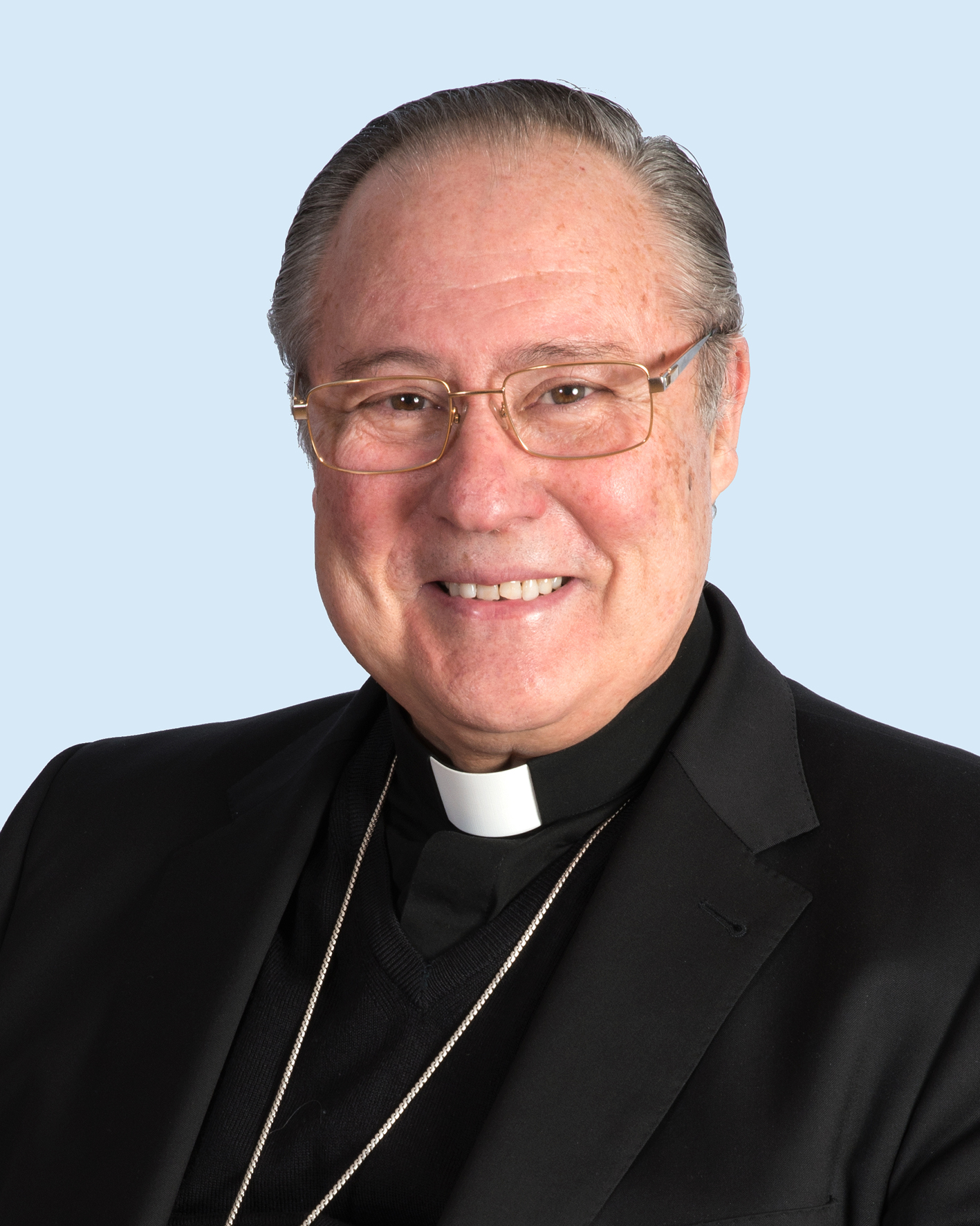
Esteban Escudero Torres (2017)

Bischofswappen von Esteban Escudero Torres

Esteban Escudero Torres (* 4. Februar 1946 in Valencia; † 2. Mai 2025 in Madrid) war ein spanischer römisch-katholischer Geistlicher und Weihbischof in Valencia.

## Leben
Esteban Escudero Torres besuchte das Kolleg der Augustiner in Valencia. 1963 trat er in das Priesterseminar des Erzbistums Valencia ein, wo er Philosophie und Katholische Theologie studierte. 1970 erwarb er an der Päpstlichen Universität Salamanca ein Lizenziat im Fach Katholische Theologie und 1974 an der Universität Valencia einen Abschluss im Fach Philosophie. Anschließend wirkte Escudero Torres ein Jahr als Diakon in der Pfarrei San Martín in Valencia. Er empfing am 12. Januar 1975 das Sakrament der Priesterweihe für das Erzbistum Valencia.
Von 1975 bis 1978 war Esteban Escudero Torres als Pfarrvikar der Pfarrei Asunción de Nuestra Señora in Carlet sowie als Leiter des dortigen Jugendzentrums und als Religionslehrer tätig. 1978 wurde Escudero Torres für weiterführende Studien nach Rom entsandt, wo er 1986 an der Päpstlichen Universität Gregoriana mit einer Arbeit über das Werk des spanischen Philosophen Miguel de Unamuno im Fach Philosophie promoviert wurde. Nach der Rückkehr in seine Heimat wurde er Koordinator für den Religionsunterricht im Erzbistum Valencia und Direktor des diözesanen Ausbildungszentrums für Religionslehrer sowie Seelsorger in der Pfarrei Nuestra Señora del Socorro in Valencia. Zudem lehrte Esteban Escudero Torres sechs Jahre lang Philosophie am Centro de Estudios Universitarios San Pablo in Moncada und war ab 1988 Direktor des diözesanen Pastoralinstituts. Von 1994 bis 2000 war er als Direktor des Diözesaninstituts für Religionswissenschaften tätig. Daneben war Escudero Torres seit 1982 Professor für Philosophiegeschichte und Religionsphänomenologie an der Theologischen Fakultät San Vicente Ferrer in Valencia und seit 1996 zudem Professor für Philosophische Anthropologie am spanischen Sitz des Päpstlichen Instituts Johannes Paul II. für Studien zu Ehe und Familie. 1999 wurde er zusätzlich Domherr an der Kathedrale von Valencia und Sekretär des Domkapitels.
Am 17. November 2000 ernannte ihn Papst Johannes Paul II. zum Titularbischof von Thala und bestellte ihn zum Weihbischof in Valencia. Der Erzbischof von Valencia, Agustín García-Gasco Vicente, spendete ihm am 13. Januar 2001 die Bischofsweihe; Mitkonsekratoren waren der Erzbischof von Barcelona, Ricardo María Kardinal Carles Gordó, und der Erzbischof von Toledo, Francisco Álvarez Martínez. Sein Wahlspruch Domine, ad quem ibimus („Herr, zu wem sollen wir gehen?“) stammt aus Joh 6,68 .
Am 9. Juli 2010 ernannte ihn Papst Benedikt XVI. zum Bischof von Palencia. Die Amtseinführung erfolgte am 29. August desselben Jahres. Papst Franziskus ernannte ihn am 7. Mai 2015 erneut zum Weihbischof in Valencia und zum Titularbischof von Diano. Am 1. März 2021 nahm Papst Franziskus das von Esteban Escudero Torres aus Altersgründen vorgebrachte Rücktrittsgesuch an.
In der Spanischen Bischofskonferenz war Esteban Escudero Torres Mitglied der Kommissionen für die Zusammenarbeit mit anderen Kirchen (2001–2005), für pastorale Aufgaben (2005–2011), für das säkulare Apostolat (2011–2014), für den Klerus (2014–2017) und für die Glaubenslehre (seit März 2020) sowie der Unterkommission für die Hochschulpastoral (1999–2002, 2008–2011 und 2017–2020). Am 2. Mai 2025 starb er im Alter von 79 Jahren in Madrid.